# Давыдово (Касимовский район)
Давыдово — деревня в Касимовском районе Рязанской области. Входит в состав Первинского сельского поселения.

## Население
| 1859 | 1897 | 1906 | 2010 |
| ---- | ---- | ---- | ---- |
| 584  | ↗626 | ↗701 | ↘43  |

## Известные люди
В Давыдово родился священномученик Анатолий Касимовский (в миру — Анатолий Авдеевич Правдолюбов) — святой Русской православной церкви, причислен к лику святых как священномученик.